# Ruda (powiat ropczycko-sędziszowski)
Ruda – wieś w Polsce położona w województwie podkarpackim, w powiecie ropczycko-sędziszowskim, w gminie Sędziszów Małopolski.

## Podział
| SIMC    | Nazwa      | Rodzaj     |
| ------- | ---------- | ---------- |
| 0661026 | Knieja     | przysiółek |
| 0661032 | Poręby     | przysiółek |
| 0661003 | Zagacie    | przysiółek |
| 0661010 | Zajezierze | przysiółek |

W latach 1975–1998 miejscowość należała administracyjnie do województwa rzeszowskiego.

## Historia
Nie jest znana dokładna data powstania wsi. Po rozbiorach Polski znalazła się ona w zaborze austriackim i w XIX wieku leżała w Galicji. Wymieniona została pod koniec XIX wieku w Słowniku geograficznym Królestwa Polskiego jako Ruda Górska.
Miejscowość liczyła wówczas 62 domy z 324 mieszkańcami z czego w liczbie tej odnotowano 324 rzymskich-katolików oraz 4 izraelitów. Wieś dzieliła się na dwie części dworską oraz włościańską. Część dworska należała do hrabiego Artura Potockiego i składała się z 5 morg roli, 72 morg łąk, 2 morg pastwisk oraz 371 morg lasu. Obszar włościański liczył 519 morg roli, 154 morgi łąk, 102 morgi pastwisk i 22 morgi lasu. W okolicy miejscowości dominowały wtedy lasy sosnowe.
W 1885 roku urodził się tutaj polski historyk, encyklopedysta, działacz ruchu ludowego, polityk oraz wychowawca Stanisław Kot.